# 安保斗争

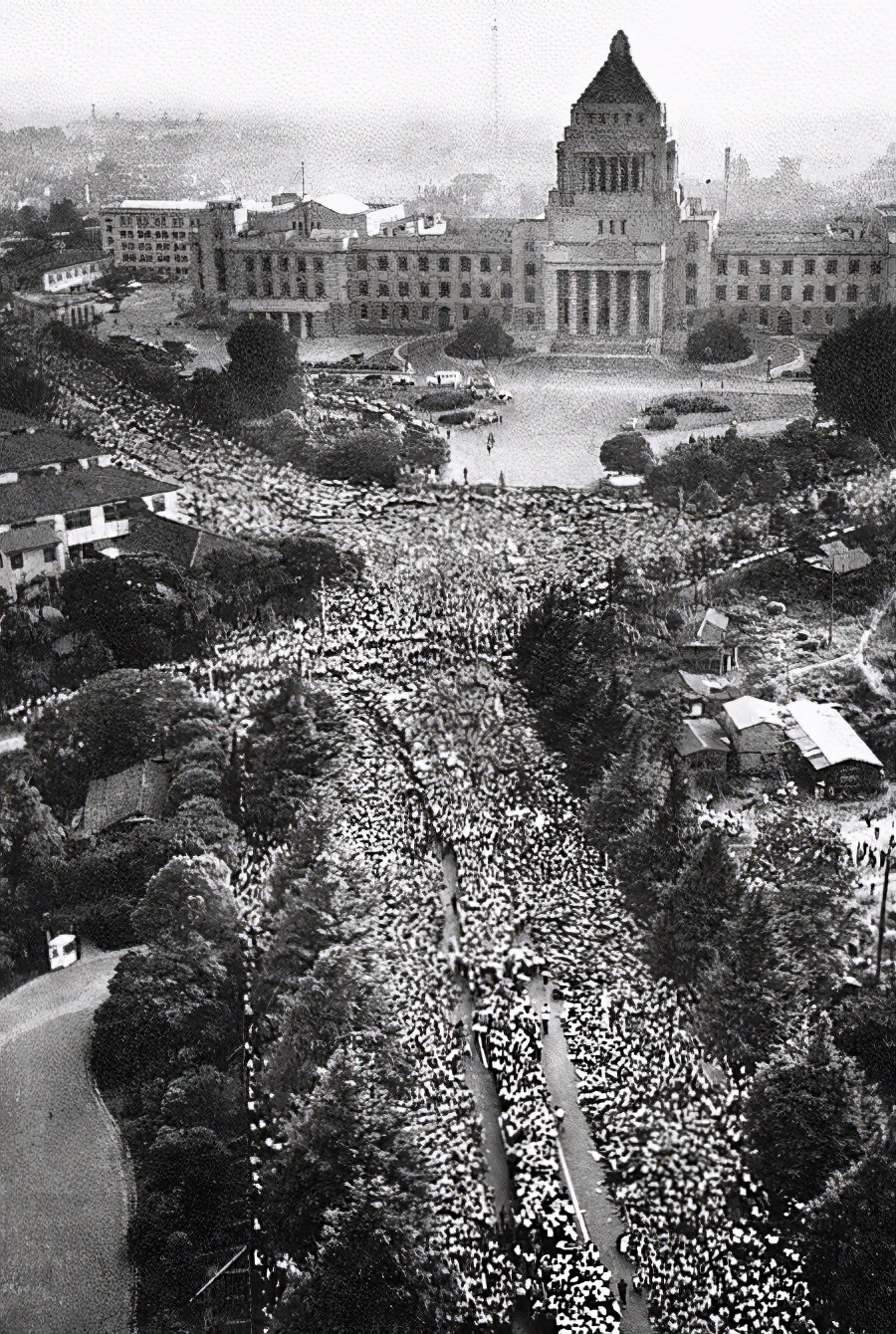
1960年6月18日，日本抗議者包圍國會議事堂示威

安保斗争（日语：／*/?），又稱安保抗爭，是指在反对《日美安保条约》簽訂的日本大規模示威、反政府及反美運動。首次安保斗争发生于1959年，次年结束。此后在1970年又发生了一次安保斗争，這場示威最終發展成為日本現代最大的民眾抗議活動。这场运动被包括自民党在内的官方政府称为「安保骚動」。
在首次安保斗争中，日本國會強行通過安保條約從而引發大規模的群众抗议及動亂。在1960年6月抗議活動到達高潮，幾乎每天都有數十萬的抗議者包圍位於東京的國會大廈，全國各地也發生各種大規模抗議活動。6月15日抗議者闖入國會大廈與警察發生暴力衝突，最終導致東京大學女學生樺美智子死亡。面對不斷升級的混亂局面及民眾的嚴重不滿，時任的自民党政府岸信介内阁因此被迫全體總辭，美国总统艾森豪威尔亦因此取消了访日计划。
第二輪的安保抗爭發生在1970年，也就是1960年條約自動更新的時候。雖然70年代的抗議活動也達到了相當大的規模，但持續時間較短，加上日本左翼的分裂、愈演愈烈的暴力鬥爭漸漸失去了群眾和知識分子的支持。部分理想幻滅的學生因此越走激進，最終促使日本新左派的興起。

## 背景
最初在1951年簽定的首版本《美日安保條約》被認為是美國強加給日本的，作為二戰後美國結束對日本軍事佔領的條件。《美日安保條約》與《對日和平條約》於1951年9月8日在美國舊金山的戰爭紀念歌劇院處簽訂，並於1952年4月28日生效，結束了同盟國在戰後對日本的軍事佔領。原版的《美日安保條約》沒有明確的結束日期或廢止方式，條約允許美軍可以在在未與日本政府事先協商的情況下，以任何目的駐守在日本國土，而且有條款專門授權美軍鎮壓日本國內的抗議活動，並且如果日本受到第三方攻擊，美國不會承諾保衛日本。根據該條約，佔領日本的盟軍之一的美軍改為「駐日美軍」，繼續駐紮在日本。
日本政府早在1952年就開始推動修改條約。然而，艾森豪威爾政府拒絕了要求。但日本國內的反美軍情緒日益升溫，而且在吉拉德事件及砂川斗争後民眾的憤怒達到頂峰。最終逼使美國同意修改條約。談判於1958年開始，新條約於1960年1月19日在華盛頓特區簽署。從日本政府的角度來看，新條約有重大的改進︰美國承諾會保衛日本、在派遣駐日美軍前會與日本政府事先協商，以及取消授權美軍鎮壓抗議活動的條款，並規定條約每十年續約，此後任何一方均可提前一年通知來廢止條約。由於新條約比舊條約更好，岸信介政府最初預計它會在短時間內獲得批准。因此，他邀請艾森豪威爾於1960年6月19日訪問日本。

## 抗議運動的起源
1960年代在全世界都爆發大規模的反戰抗議，在冷戰背景下許多日本左翼對日本政府的親美方針深感不滿，認為這將令日本陷入戰爭，也不滿美國以戰爭介入各國的行為。而日本的右翼保守派則不滿國家主權被美國控制，要求徹底擺脫條約和美日同盟。因此，即使修訂後的條約明顯優於原條約，日本左右派都團結起來，反對條約。
岸信介政府有預計到抗議可能會出現，於是在1958年秋天試圖通過《警察職責法案》，該法案將賦予日本警察無證搜查和扣押的新權力，以便在條約批准之前就瞄準抗議者。然而，這法律引起了廣泛的民眾憤慨，全國的政治和民間組織聯盟聯合起來反對新法，最終岸信介政府被迫撤回法案。這次的勝利鼓舞了抗議者，反對法案而組成聯盟在撤回後沒有解散，而是保持活躍並招募新成員，聯盟的目標轉去反對《美日安保條約》，那時候條約正處於談判的最後階段。1959年春天，該聯盟更名為「防止修改安全條約全國會議（日語︰安保条約改定阻止国民会議）」，協調了一系列的行動，在全國數以千計的地方進行「聯合鬥爭」。
在其後的2年時間內，抗議運動繼續逐漸擴大，在冷戰緊張局勢加劇的情況下，人們擔心新條約會將令日本處於全球衝突的第一線。1960年韓國總統李承晚下台，這對日本抗議者來說是一種鼓舞，因為它表明即使是美國支持的政府也可能被民眾抗議所擊敗。而同年爆發了U-2偵察機入侵蘇聯領空後遭擊落事件，美蘇關係降到冷戰以來的最低點，赫魯雪夫取消了艾森豪威爾訪問蘇聯的計劃。同時間，事件還曝光了一些U-2間諜機是部署在美軍駐日基地，這進一步加劇了在發生核戰爭時日本可能成為目標的擔憂，反美軍情緒進一步增加。

## 五一九事件

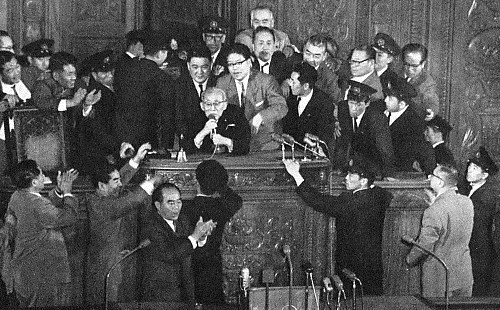
1960年5月19日，下議院議長清瀨一郎宣佈延長國會來進行投票，社會黨議員不滿衝上主席台上爆發衝突。

與此同時，新修訂的條約在在國會中面臨著各黨派的挑戰。當時的最大在野黨日本社會黨雖然只控制了大約三分之一的國會席位，不能否決自民黨的要求。但社會黨利用各種議會策略拖延辯論，希望在艾森豪访日前都不讓條例通過，同時間也為議會外抗議活動提供更多發展時間。而隨著艾森豪訪日的臨近，岸信介顯得越來越急燥想要及時批准條約。此時，國會已接近休會日期，眼見社會黨快要成功拖延投票，岸信介無視長期以來的議會規則，出人意料要求將國會議期延長50天，這引發眾多議員的不滿及反對，當中不乏是岸信介自己政黨自民黨的成員。社會黨黨員到國會大廳舉行靜坐反對，阻止會議舉行。於是，岸信介將500名警察召集到國會會議廳，強行將反對派議員驅離會場。最後在只有自民黨議員能夠出席的情況下，國會會議延期的要求被通過。當天午夜過後，岸信介呼籲立即批准該條約。同樣，在只有岸信介黨成員被批准進入國會的情況下，修改後的安保條約沒有經過辯論就通過口頭表決快速通過。而根據日本法律，如果上議院未能就該條約進行及時表決，下議院通過的安保條約將在30天后的6月19日自動生效，正好趕上艾森豪威爾訪日的時間，而鑑於政治混亂，上議院很有可能無法進行表決。

岸信介這次反民主的行動令全國嘩然，甚至連他自己的政黨也表示非常擔憂。岸信介受到來自政界的猛烈批評，連保守派報紙也呼籲他辭職，三名前首相石橋湛山、東久邇稔彥及片山哲公開呼籲岸信介下台，但岸本人沒有理會。他說︰
|  | "…国会周辺は騒がしいが、銀座や後楽園球場はいつも通りである。私には『声なき声』が聞こえる" 「...國會大廈周圍很嘈雜，但銀座和後樂園體育場和往常一樣。我能聽到「清音」」 |

暗指沉默的大多數是支持他的政府的。而受到這事件的刺激，反條約抗議活動規模大增，抗議的目的從反對安保條約擴大到驅逐岸信介和「保護民主」。大規模抗議活動幾乎每天都在發生，示威者包圍了國會大廈、美國大使館和東京首相官邸，日本各地的市心都出現了大規模抗議活動。6月，日本劳动组合总评议会舉辦了一系列全國性的總罷工。6月15日的總罷工涉及全國640萬工人，是日本歷史上最大規模的罷工。

## 哈格提事件

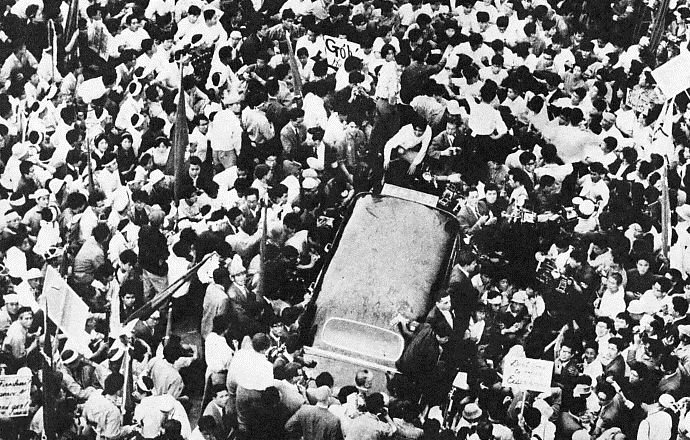
1960年6月10日，哈格提的汽車被抗議者圍攻。

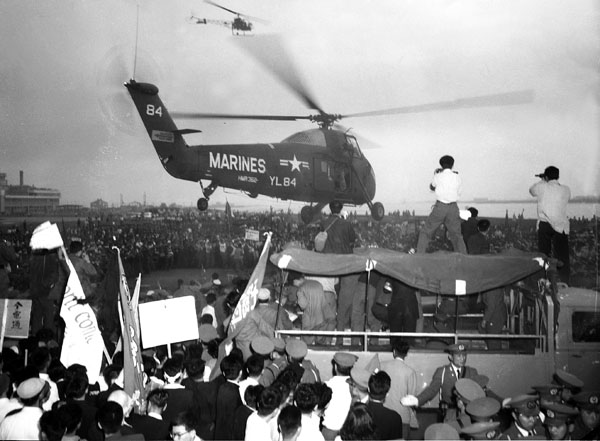
1960年6月10日，一架美國海軍陸戰隊直升機前來營救哈格提及麥克阿瑟。

6月10日，艾森豪威爾的新聞秘書詹姆斯·哈格提抵達東京羽田機場，為即將到來的訪日行程做提前準備，時任美國駐日本大使道格拉斯·麥克阿瑟二世到機場接待，兩人乘坐黑色轎車離開。他們故意開車經過抗議者的聚集地，希望借汽車被抗議者包圍來激勵日本政府更加嚴厲地鎮壓抗議活動。果然，示威者很快便察覺到那是駐日大使的專車，於是開始包圍著汽車。然而，他的行為適得其反，情況開始失控。有人開始砸碎車窗和尾燈，示威者爬到車頂，高呼反美口號及唱抗議歌曲，事件持續近一個多小時，兩人被重重包圍無法脫身。最終美國海軍陸戰隊派出軍用直升機，在人群的包圍中接走麥克阿瑟及哈格提，這影像被世界各地的新聞廣泛傳播。最終，這事件不旦令日本政府與示威者之間的衝突加劇，也使到艾森豪威爾知道繼續訪問計劃的話，他的安全將處於危險之中。

## 樺美智子之死
6月15日，作為反條約聯盟第24次聯合行動的一部分，數十萬抗議者在國會處示威，此時政府已一口咬定抗議者是受到共产主义者煽動，雙方情勢劍拔弩張。下午晚些時候，一些右翼極端民族主義份子及黑道人士出現在示威場地。他們開始攻擊示威者，用卡車衝撞他們，甚至用釘有釘子的木棍襲擊他們，造成數十人中度至重度受傷，數人需要住院。另一方面，防暴警察也在國會大廈正門前與示威者發生衝突，當時示威者意圖衝入議會。防暴警察在媒體面前用警棍毆打手無寸鐵的學生，關東廣播電台記者島博美也被警察無辜毆打，畫面被完全紀錄下來。在衝突中東京大學女學生樺美智子被殺，後來的屍檢確定她死於胸部壓迫和顱內出血。 警方稱她是被撞倒後被人群踩死，而學生們則將她的死歸咎於警察的攻擊。樺美智子的死亡進一步鼓動了學生的憤怒，部分學生開始放火焚燒警車，警方也開始更強硬地應對。最終約有400名學生及另外約300名警察受傷，約200人被捕。樺美智子之死在當時被廣泛報導，並被視為1960年代日本學生運動的象徵。她死後一個月，流行雜誌Sekai上刊登的一幅政治漫畫，描繪了一個黑幫成員在國會大廈前，站在她的屍體旁為一名警察點煙。

## 內閣總辭及條約生效
因應情勢急劇變差，岸信介内阁在16日凌晨1時30分發表緊急特別內閣聲明，作者是渡邊恆夫，當時是讀賣新聞政治部的一名記者，因應內閣官房長官福本國男的要求而撰寫。在聲明中政府把問題責任歸咎到共產主義者及全學連身上。
今次的暴力事件是国际共产主义者的陰謀及他們所計劃的行動，目的是以暴力革命方式來破壞民主議會政治，顛覆現行社會秩序，這是對大多數人來說都是不能接受的。我們深信真正的和平與繁榮是建立在自由民主的基礎上，我們不會屈從於任何暴力，並且將徹底消除他們的陰謀，這是為了保護人民穩定的生活。治安當局對這種有計劃的顛覆活動採取措施是自然合理的，希望日本民眾也能認清這起醜聞的本質，尋求進一步的理解與合作。
面對如此激烈的抗議，岸信介於15日和18日要求防衛大臣赤城宗典將陸上自衛隊派到現場，他甚至希望借右翼組織全日本爱国者团体会议及黑幫來確保艾森豪威爾訪問期間街道的安全，這些人員將由兒玉譽義夫提供。但由於岸信介的內閣憂慮事態會進一步惡化，於是勸說他放棄這些極端措施。最終他不得不取消艾森豪威爾的訪問，並於6月16日宣布辭職，為混亂負責。儘管如此，抗議並沒有因此而終結。整個運動中規模最大的單日抗議發生在6月18日，即條約自動生效的前一天。數十萬的抗議者包圍了國會，希望能在最後一刻以某種方式阻止該條約。抗議者一直留在原地，直到午夜後條約自動生效。隨著條約的生效和岸信介的辭職，抗議運動失去了動力，運動逐漸消失。

## 後果
1960年的安保抗爭最終未能阻止美日安保條生效，但他們確實迫使岸信介內閣辭職並取消了艾森豪威爾的訪問計劃。池田勇人事後繼任首相，他對反對派採取了溫和的立場希望能和解。他無限期擱置岸信介修改日本憲法的計劃，並宣布了國民所得倍增計劃，以將國家的精力從政治鬥爭轉向推動經濟快速增長。抗議活動也令日美關係降至二戰後的冰點，但在約翰·肯尼迪上台後他採取了更為溫和的態度，日美關係回暖。然而，安保抗爭引發的社會分歧沒有因此而終結，對左翼的不滿引發了新一波的右翼激進主義和暴力活動，1960年秋天，大日本愛國黨成員山口二矢刺殺了社會黨主席淺沼稻次郎。安保抗爭的失敗令一代人的幻想破滅，這個時期的學生因此又被稱為「安保世代」，對政治的不滿及責任的歸屬問題最終分裂了左派，先前統一的全學聯內訌解體為眾多不同立場的學生組織，部分理想幻滅的學生越走激進，最終令日本新左派興起。

## 第二次安保抗爭
1970年《美日安保條約》到期，左翼試圖說服日本政府廢除該條約，但佐藤榮作政府選擇完全無視抗議並允許條約自動更新。雖然期間有數次抗議活動也達到了相當大的規模，但因首次安保抗爭後左翼分裂，加上民眾的注意力已被轉移到經濟發展上，學生愈演愈烈的暴力鬥爭也漸漸令市民厭倦，令到第二次的安保抗爭遠遠不能達到首次的水平。